# Medokýš (Bešeňová)
Medokýš je přírodní minerální pramen, který vyvěrá u Vodní nádrže Bešeňová (okrajové části přehrady Liptovská Mara) nad řekou Váh u vesnice Bešeňová v okrese Ružomberok v Žilinském kraji na Slovensku. Medokýš je jedním z několika solitérních minerálních pramenů v této oblasti a vyvěrá vedle chráněné přírodní památky Bešeňovské travertíny na louce u silnice z Bešeňové do Potoka. Travertin se zde usazuje vyvěráním pramene, který je bohatý na vápník, hořčík, železo, síru a další prvky. Medokýš je volně přístupný.

## Další informace
Tento pramen se nedoporučuje k pití, protože se v něm vyskytují nečistoty a živé organizmy. K pití jsou vhodnější některé jiné prameny z okolí.
U pramene je podél cesty parkoviště.
Slovenské slovo Medokýš značí minerální vodu kyselé chuti (kyselku).

## Galerie

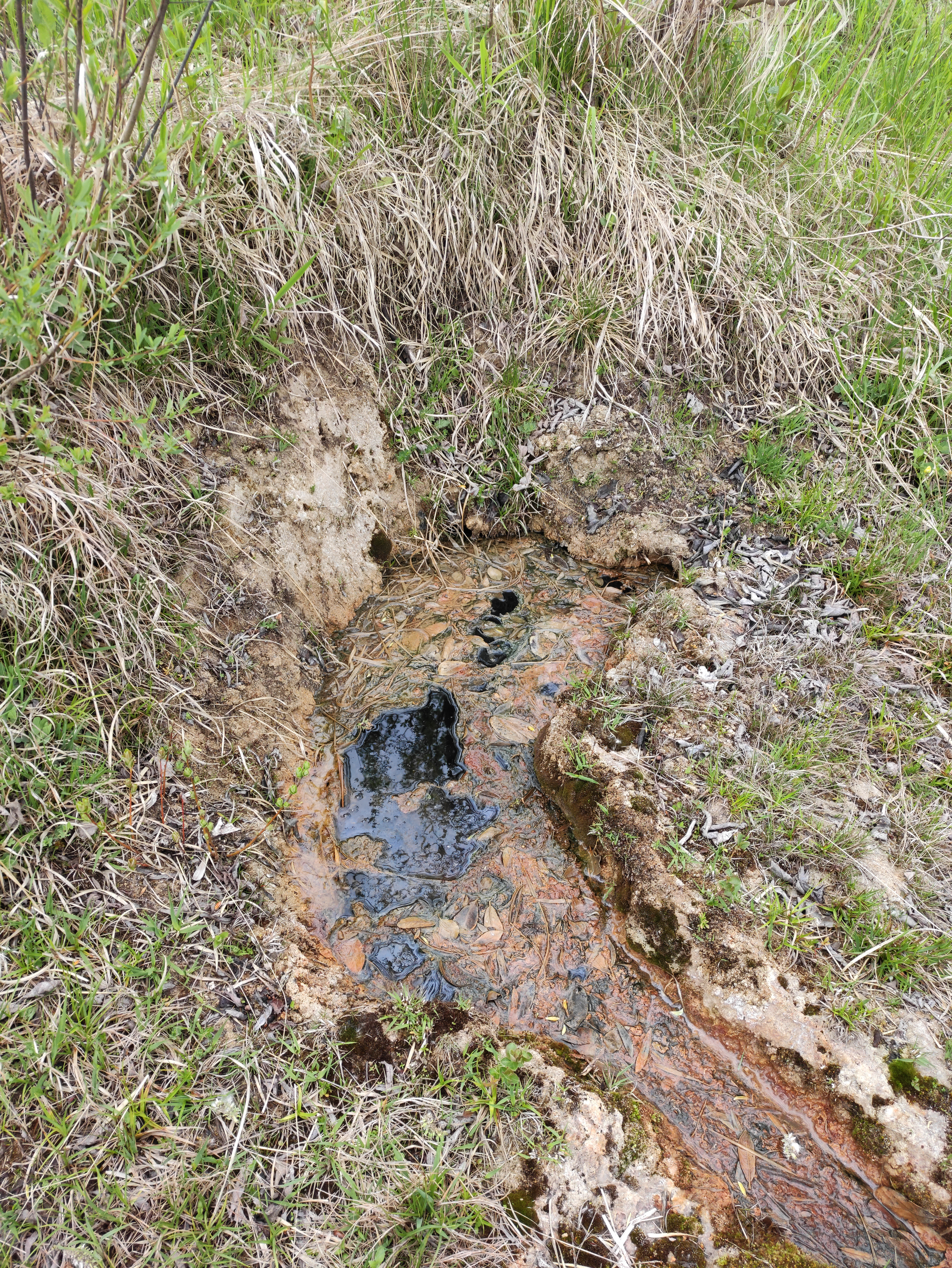
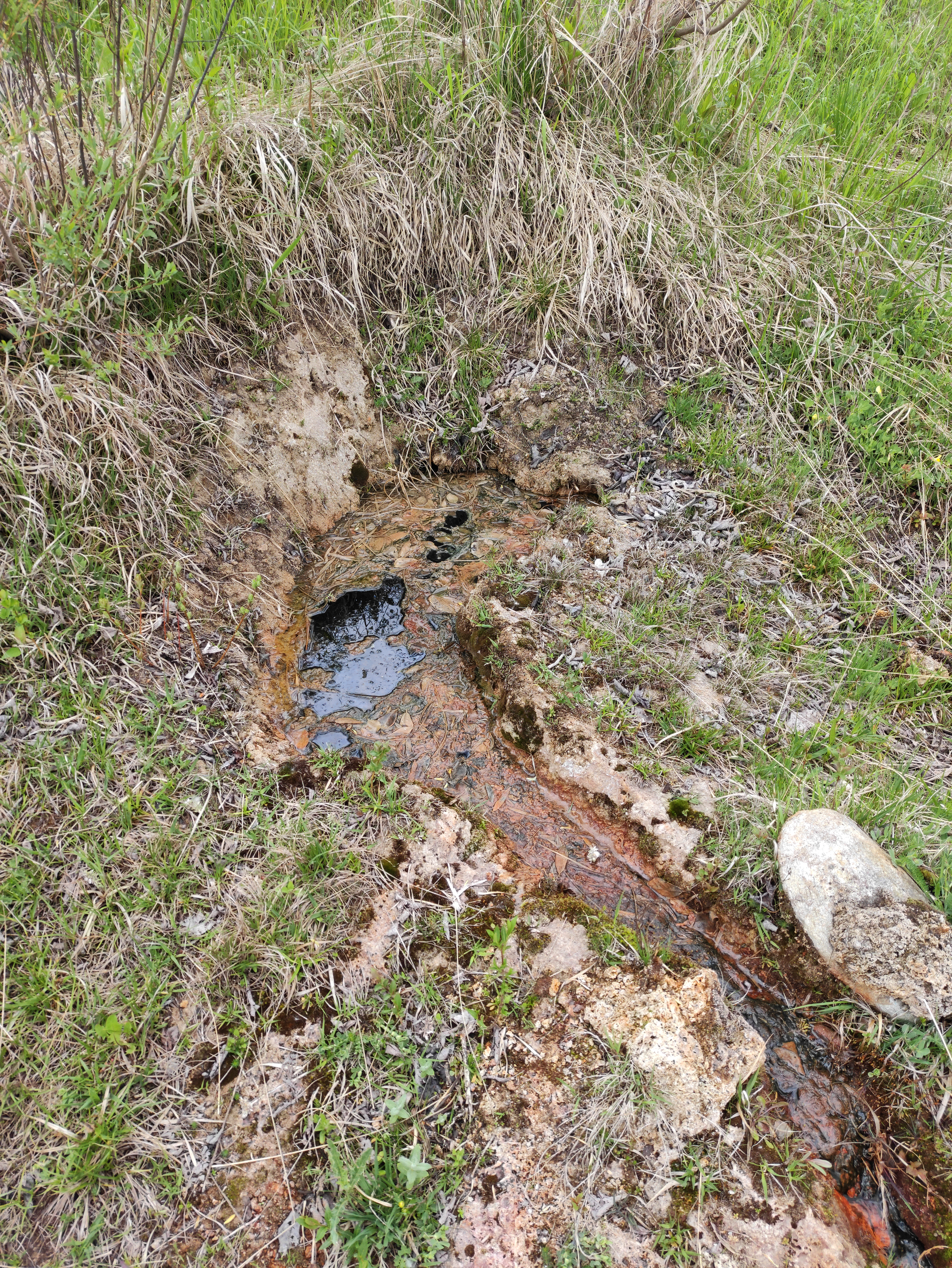
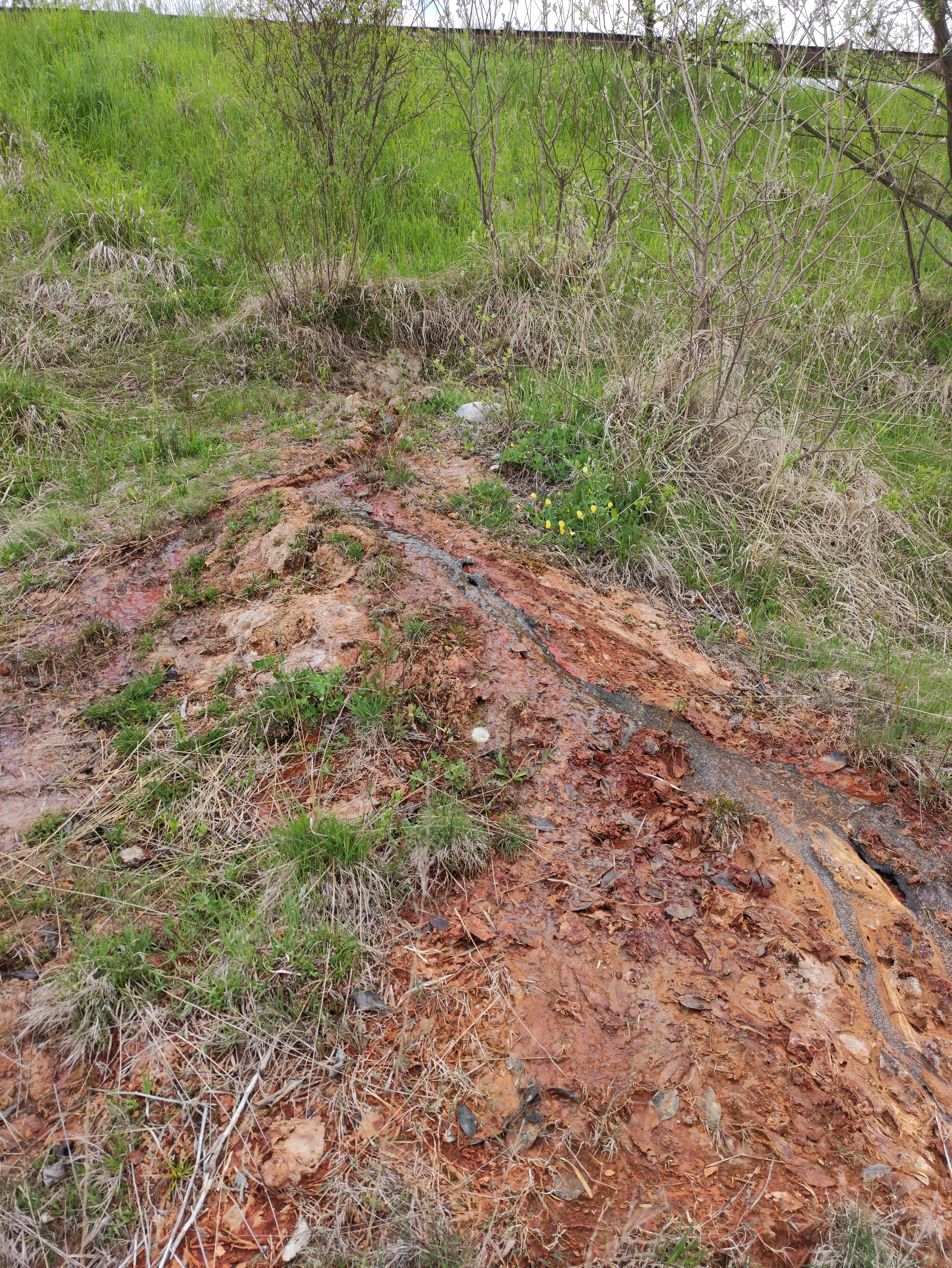

## Další zajímavosti v okolí
- Auquapark Gino Paradise
- Archeologická kulturní památka Havránok
- Lúčanský vodopád
- Liptovská Mara
- Bešeňovský Medokýš - minerální pramen